# Markus Peintner
Markus Peintner  (Lustenau, 17 de diciembre de 1980) es un delantero de hockey austriaco, que juega desde 2011 en el EC VSV en la liga de hockey austriaca.

## Éxitos
- 2003 Campeón de Austria con el EHC Black Wings Linz
- 2005 Campeón de Austria con el Vienna Capitals
- 2006 Campeón de Austria con el EC VSV